# Droga krajowa 10
Die Droga krajowa 10 (kurz DK10, pol. für ,Nationalstraße 10‘ bzw. ,Landesstraße 10‘) ist eine Landesstraße in Polen. Sie führt derzeit von der deutsch-polnischen Grenze bei Lubieszyn bis Płońsk in der Nähe von Warschau und stellt eine Nordwest-Südost-Achse im polnischen Straßenverkehr dar.
Die Gesamtlänge beträgt 413,6 Kilometer. Inzwischen wurde sie auf einigen Abschnitten durch die Schnellstraße S10 ersetzt. Nach der Fertigstellung der Schnellstraße S10 wird die Landesstraße aus dem Straßennetz verschwinden.

## Geschichte
Bis hinter Piła folgt die Straße der bis 1945 bestehenden und von Lübeck kommenden ehemaligen Reichsstraße 104.

## Ausbauzustand
Der Ausbauzustand der Landesstraße 10 gliedert sich wie folgt:
| Abschnitt                         | Streifen | Trennstreifen | Bemerkung |
| --------------------------------- | -------- | ------------- | --------- |
| Grenzübergang Lubieszyn – Stettin | 2        | nein          |           |
| Stadtgebiet Stettin               | 4        | nein          | städtisch |
| Stargard Wschód – Wałcz Zachód    | 2        | nein          |           |
| Witankowo – Wyrzysk Zachód        | 2        | nein          |           |
| Wyrzysk Wschód – Bydgoszcz Zachód | 2        | nein          |           |
| Bydgoszcz Południe – Toruń Zachód | 2        | nein          |           |
| Lubicz – Siedlin                  | 2        | nein          |           |

## Wichtige Ortschaften entlang der Strecke
- Lubieszyn
- Szczecin
- Suchań
- Recz
- Kalisz Pomorski
- Mirosławiec
- Piła
- Nakło nad Notecią
- Bydgoszcz
- Solec Kujawski
- Lipno
- Skępe
- Sierpc
- Drobin
- Płońsk